# Kim Philby war der dritte Mann
Kim Philby war der dritte Mann ist ein deutscher S/W-Spielfilm der Televersal Hamburg aus dem Jahre 1969, der von seinen Machern als „Dokumentarspiel“ bezeichnet wurde. Inhalt sind tatsächliche und fiktive Ereignisse, die sich zwischen 1945 und 1963 rund um den britischen Doppelagenten Kim Philby ereignet haben. Die Erstausstrahlung war am 2. Juni 1969 im ZDF.

## Handlung
Die Ereignisse werden größtenteils retrospektiv aus der Erinnerung von Patricia Cameron geschildert, 1945 Leutnant der britischen Armee in Istanbul und Adjutantin des britischen Militärattachés in der Türkei. Im Film, der Ende Januar 1963 spielt, ist sie nun die Ehefrau von Colonel Cameron, dem Sicherheitsoffizier der britischen Botschaft im Libanon.
Alles beginnt mit einem Eklat auf einem Empfang des amerikanischen Botschaftsrates in Beirut, bei dem hohe diplomatische Vertreter ausländischer Botschaften und Ministerien mit ihren Ehefrauen zugegen sind. Philby, der mittlerweile für seine deplatzierten und ausfallenden Bemerkungen gegenüber einigen der Anwesenden sowie für seine Alkoholexzesse berüchtigt ist, grapscht stark alkoholisiert, der Ehefrau des französischen Botschafters an das Gesäß, woraufhin er von mehreren Anwesenden aus dem Raum geführt wird.
Auf der Rückfahrt nach Hause erzählt Patricia Cameron ihrem Ehemann Philbys Geschichte, wie sie sie seit 1945 verfolgt hat:
1945 war Philby Leiter der Abteilung „Sowjetunion“ des britischen Inlandsgeheimdienstes MI5. Bereits damals war er Doppelagent zusammen mit seinen Cambridge-Kommilitonen Burgess, der beim MI5 für seine Alkoholexzesse und seine zur Schau gestellte Homosexualität berüchtigt war, sowie Maclean, ebenfalls homosexuell und ein notorischer Trinker. Bereits damals hatte es Verdächtigungen gegen die drei gegeben.
Anschließend folgten Stationen in Hauptstädten anderer Länder, mal mehr, mal weniger in Verbindung mit Burgess und Maclean, immer aber auf der Hut vor Aufdeckung durch die amerikanische, britische oder französische Spionageabwehr. Obwohl alle drei über Jahre hinweg immer weiteren Verdächtigungen ausgesetzt waren und vor allem Burgess und Maclean wegen ihres immer ausschweifenderen Lebenswandels eine Dienstaufsichtsbeschwerde nach der anderen anhäuften, wurden sie nicht enttarnt.
Die Indizien und die damit einhergehenden Verdächtigungen von Bekannten, Kollegen, Behörden etc. nehmen indes immer weiter zu. Man versucht Philby und den beiden anderen eine Falle zustellen. Ende 1962, Anfang 1963 schließlich warnt Philby die beiden vor ihrer unmittelbar bevorstehenden Verhaftung. Beiden gelingt per Schiff die Flucht in die Sowjetunion.
Der Film endet damit, dass Patricia Cameron und ihr Ehemann zur Party zurückkehren und die Anwesenden über Philbys Spionagetätigkeit für die Sowjetunion aufklären. Sie müssen aber feststellen, dass er sich – wie zuvor Burgess und Maclean – bereits nach Moskau abgesetzt hat, wo er fortan ein Leben in Wohlstand führt.
Zum Schluss wird nur noch ein Standfoto Philbys (= Assmanns) gezeigt. Im Voiceover erfahren die Zuschauer, was (1969 zur Entstehungszeit des Films) nach Philbys Flucht in die Sowjetunion die drei Spione bekannt war: Philby, Burgess und Maclean trafen sich in Moskau wieder. Burgess starb wenige Monate nach seiner Flucht, Philby begann eine Affäre mit Macleans Ehefrau, die er schließlich heiratete. Außerdem verfasste er seine Memoiren, die in mehrere Sprachen übersetzt wurde. Der Film endet mit dem Satz, Kim Philby sei …

„... einer der größten Verräter der Gegenwart. Er hat entscheidend dazu beigetragen, dass die Völker Ost- und Südosteuropas ihre Freiheit verloren haben und unter kommunistische Herrschaft geraten sind.“

## Rezeption
„Regisseur Ashley ("Das schwarze Schaf") hat diese Mischung aus Halbwelt-Komödie und Diplomaten-Krimi als spannenden Reißer inszeniert. Die Motive des Verräters Philhy kommen dabei freilich zu kurz: Burgess ist nach dem Drehbuch einfach »ein schwein«, MacLean wird von Burgess erpreßt. Der dritte Mann aber war aus Überzeugung Kommunist -- das behalten die Autoren für sich.“

## Sonstiges
Gegen Ende des Films wird mehrfach der deutsch-britische „Atomspion“ Klaus Fuchs erwähnt, der allerdings bereits Ende 1949 enttarnt worden war.
In einer Szene mit Harald Juhnke ist auch Bernd Herzsprung zu sehen. Er wird im Abspann aber nicht erwähnt.
Emily Reuer, die die Rolle der Patricia Cameron spielte, war zum Zeitpunkt des Filmdrehs die Lebensgefährtin von Regisseur Helmuth Ashley.